# Cherio
Le Cherio est un cours d'eau italien d'une longueur de 32 km qui coule en Lombardie. Il est un affluent de l'Oglio dans le bassin du Pô, qui conflue entre Palosco et Pontoglio.

## Source de la traduction
- (it) Cet article est partiellement ou en totalité issu de l’article de Wikipédia en italien intitulé « Cherio » (voir la liste des auteurs).